# Portezuelo del Cajón
Portezuelo del Cajón är ett bergspass i Bolivia, på gränsen till Chile. Det ligger i den södra delen av landet, 500 km sydväst om huvudstaden Sucre. Portezuelo del Cajón ligger 4 479 meter över havet.
Terrängen runt Portezuelo del Cajón är varierad. Trakten runt Portezuelo del Cajón är nära nog obefolkad, med mindre än två invånare per kvadratkilometer.. Det finns inga samhällen i närheten.
Trakten runt Portezuelo del Cajón är ofruktbar med lite eller ingen växtlighet.